# Frans van Dooren
Pour les articles homonymes, voir Van Dooren.
Frans van Dooren (Ravenstein, 2 novembre 1934 - Oss, 6 juillet 2005), était un traducteur néerlandais de littérature italienne et latine. 

## Biographie
Déjà pendant ses études des langues classiques à l'Université catholique de Nimègue Frans van Dooren donnait des cours de latin et d'italien au lycée Titus Brandsma à Oss où il a enseigné jusqu'à 1995.
Tout au long de cette carrière dans l'enseignement il n'a pas cessé de traduire, d'écrire et de donner des conférences. Sa liste de publications compte plus de 700 titres et il a donné plus de mille conférences sur Dante. Il a publié une histoire de la littérature classique italienne: Geschiedenis van de klassieke Italiaanse literatuur (Amsterdam 1999).
Il a reçu les honneurs de l'État italien pour ses travaux. En 1990 il a reçu le Prix Martinus-Nijhoff pour l'ensemble de ses traductions. 
Il était également auteur de textes et poèmes en dialecte local de Ravenstein et Oss. 

## Quelques traductions
- Niccolò Machiavelli, De Heerser (1976)
- Giacomo Leopardi, I Canti: Gedachten (1977) et Zangen (1991),
- Francesco Petrarca, Sonnetten en andere gedichten (1979) et Brieven (1998),
- Michelangelo, Sonnetten (1999)
- Dante Alighieri, De goddelijke komedie (Amsterdam, 1987)
- Dante Alighieri, La Vita Nuova - Het Nieuwe Leven (1988)
- Dichteressen van het Cinquecento (1992)
- Gepolijst albast: acht eeuwen Italiaanse poëzie (1994)
- Martialis, Romeinse epigrammen (1996)
- Dante Alighieri, Het Gastmaal (avec Kees van Dooren, 2001)